# Lunário
Lunário é um livro do escritor português Al Berto, publicado em 1988, pela Contexto.